# Pipunculus carlestolrai
Pipunculus carlestolrai är en tvåvingeart som beskrevs av Kuznetzov 1993. Pipunculus carlestolrai ingår i släktet Pipunculus och familjen ögonflugor.
Artens utbredningsområde är Spanien. Inga underarter finns listade i Catalogue of Life.